# 中華航空120號班機事故
中華航空120號班機（CI 120）是由臺灣桃園國際機場飛往日本沖繩縣那霸機場的中華航空公司定期航班。2007年8月20日上午，執行此航班任務的波音737-800客機在當地時間10時27分順利降落那霸機場之後，在停泊於停機坪等待接駁車時，飛機右翼的二號引擎突然起火，機上157名乘客與8名機組員緊急疏散逃生，幾秒後飛機旋即發生爆炸並引發大火（正、副機長則於爆炸瞬間跳機逃生）。火勢在當地時間11時37分撲滅，最後所幸並無人員傷亡，一般認為機組員於此次緊急事件中臨危不亂，協助乘客由艙門滑梯順利逃出，是不幸中的大幸。這也是波音737新世代客機第四次發生事故。 

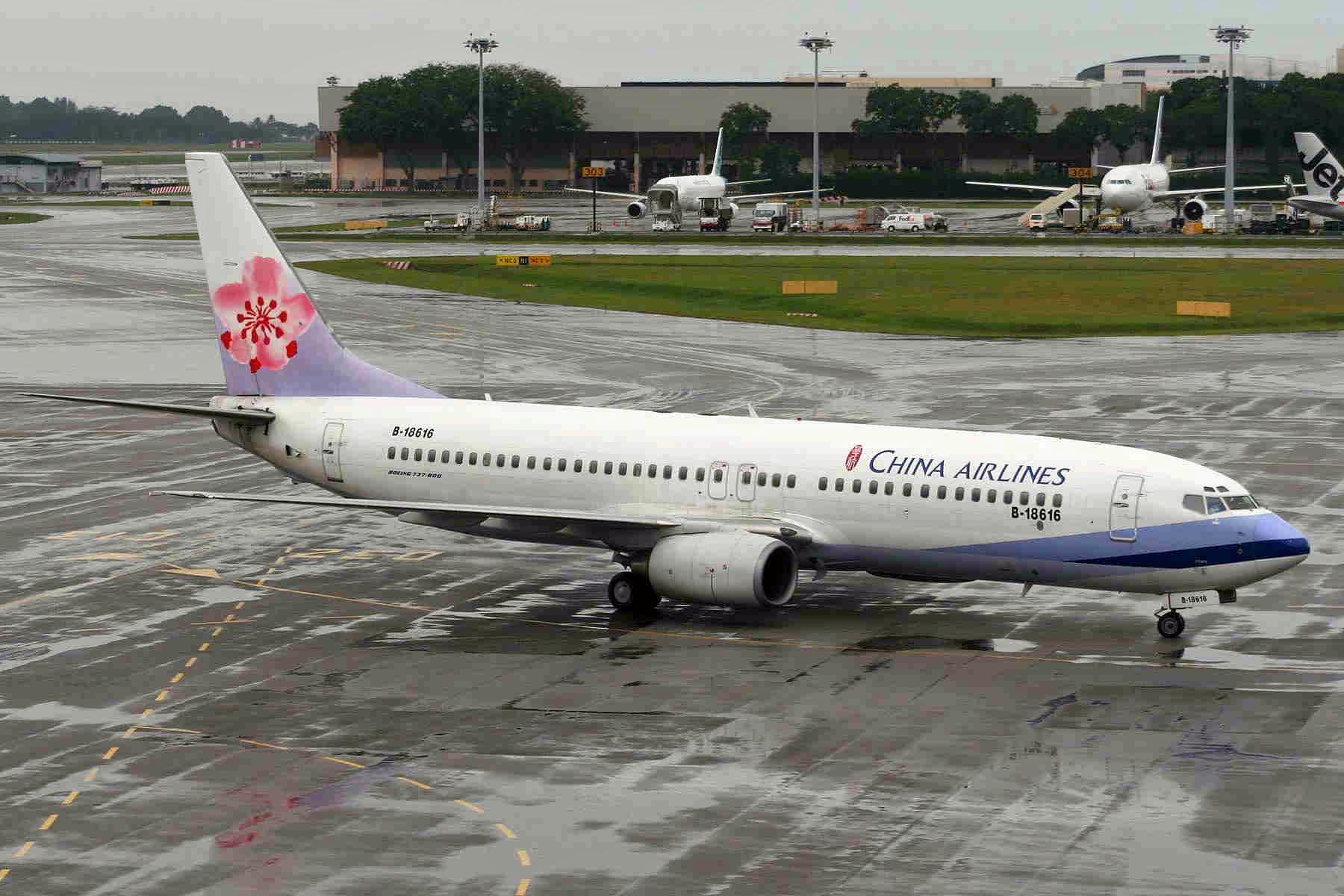
还未加装翼尖小翼的B-18616

## 事件經過
根據華航班表，CI120班機預定是在臺北時間上午8時15分（UTC+8）自台灣桃園國際機場起飛，並在10時30分降落於那霸機場。8月20日上午，CI120在9時23分自台灣桃園國際機場起飛後，於10時26分落地並順利滑行至41號登機門的停機坪處。10時34分左右，當機組人員將飛機上的動力系統關閉完成關車手續、熄滅安全帶警示燈讓旅客開始起身收拾隨身行李時，地勤人員突然發現右翼下方的二號引擎後方有燃料洩漏的現象且有濃煙竄出，於是緊急聯絡機組人員。
由於當時機上的設備已經關閉，儀表完全沒有顯示任何異常狀況，機組人員在獲報之後立刻進行疏散，讓旅客利用四個開啟艙門下的緊急充氣滑梯下機。根據當時在機場中的目擊者與現場攝影之影片顯示，失火的飛機在乘客與組員順利逃出機艙後不久，旋即發生3次巨大的爆炸並陷入火海中，機長與副機長也在爆炸瞬間緊急由駕駛艙的窗口跳機逃生，連續的爆炸讓機身受損斷成前、中、後三截。雖然機上157名旅客與8名機組人員都順利逃生，無人死亡，但仍然有一名57歲的台灣籍男性乘客因血壓過高，與一名在逃出後表示身體不適的香港8歲女童，一同被送往鄰近的醫院救護觀察。除此之外，一名地勤人員在混亂之中受輕傷，而一名負責殿後、最後才由右後艙門逃離機艙的華航資深空服員，則是因為客機爆炸時距離太近而被衝擊波震倒在地而受輕傷。
根據那霸機場的空中交通管制人員表示，CI120班機的機組人員在飛行與降落的過程中都沒有任何機件異常相關的報告，著陸之前的各項數據也顯示一切正常。
這次意外曾讓那霸機場的跑道一度封閉，直到11時3分左右才重新開放。事故的原因調查由日本國土交通省「航空、鐵道事故調查委員會」派員負責，中華民國的行政院飛航安全委員會（飛安會）、交通部民用航空局（民航局）、華航、美國的波音及奇異（GE），也派人員赴日本協助調查。為了安全考量，雖然尚未確定事故成因，但中華民國民航局已經下令包括華航（仍剩下11架）、華信航空（2架）所擁有的波音737-800型飛機在落地過夜時進行特別檢查，同時建議中華民國空軍（1架）所擁有的同型行政專機（民間通稱空軍一號）也一併進行特檢，以避免類似的意外情況發生。
發生事故的客機受損過度嚴重，因而沒有修復價值（全損報銷），華航依照國際慣例先將機尾的公司塗裝去除，機身殘骸則經拆卸以海運方式送往日本東京進行更細部的調查。

## 背景資料
發生事故的華航客機機身編號為B-18616，是華航在2002年7月時引進，出事當時機齡僅5年，尚屬新機狀態。該機在出事前的7月6日至13日期間曾進行過相當於C級檢修的AV5年度檢查，而最近的一次A級檢修則是在8月4日所進行的RE5例行檢查。出事客機所使用的發動機為奇異集團與法商的合資子公司CFM國際（CFM International）所出品的CFM56-7B26型，為隨機交付的原裝發動機，並沒有經過事後改裝更換。
機上乘客方面，出事當時CI120班機上共有157名乘客，其中包含2名嬰兒，國籍方面則包含了110名中華民國籍、23位日本籍（其中包含8位自歐洲經臺北轉機回沖繩之旅客）與24位其他國籍的旅客。機組人員中除一名日本籍空中服務員之外，其他7人皆為台灣籍。

## 組員
此班機配有8名機組成員，機長猶建國，時年48歲，事故前6年加入華航，總飛行時數超過7,800小時，副駕駛曾大為，時年26歲，事故前1年加入華航，總飛行時數僅有845小時，後艙組員有鄭賢哲、康立美、范靖瑤、張佳雯、洪冠伶和日籍的入口 愛美

## 調查與結果
關於意外事件的起因，經相關人員的初步調查，由於班機降落後一直滑行到停機坪所經過的路線上都沒有發現燃油外洩的痕跡，因此日方人員的初步報告已證實班機是在停機坪上才起火。已經解讀出的座艙語音紀錄器（CVR）也證實，事故發生前機組人員並沒有察覺任何異常現象。再進一步檢查的過程中，鑑定人員發現負責吊掛二號引擎的右翼派龍（又稱為掛架）內部之高壓燃料管接頭有漏油現象，因此研判起火點為右邊的二號引擎，但火勢沿著油管一路蔓延至左側的一號引擎，並造成一號引擎劇烈的爆炸。

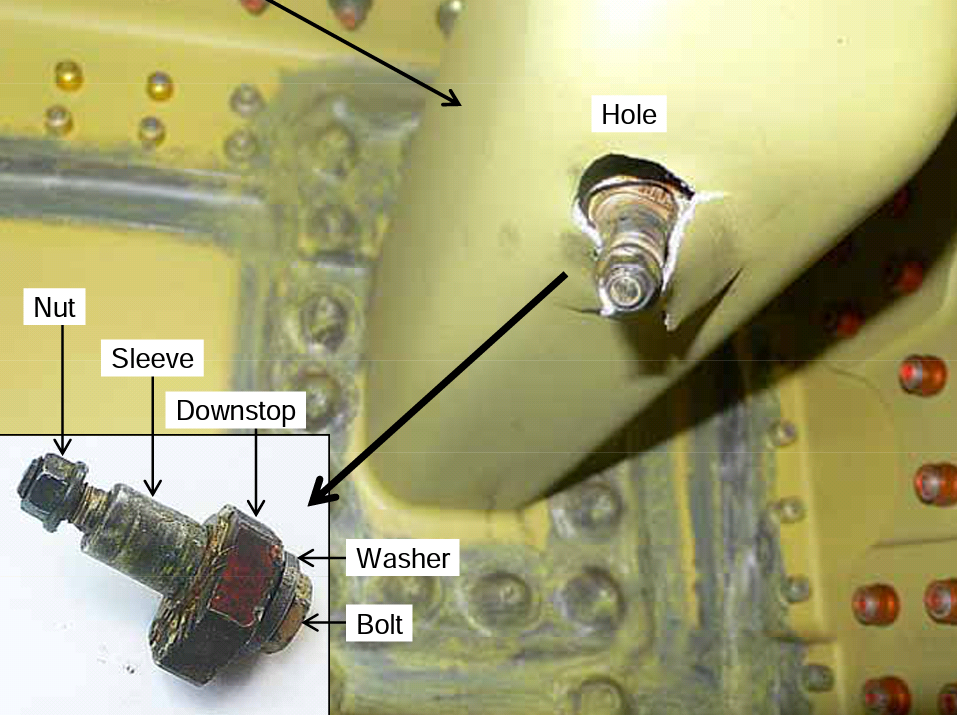
止檔螺帽穿刺油箱

8月23日日本官方調查小組發表了新事證，證實燃料外洩起因於客機右翼上的5號前緣縫翼（slat）中之止檔螺帽穿刺了二號油箱。由於波音曾在2007年3月時向所有曾採購過第三代波音737（包含-600、-700、-800與-900等機種）之客戶發出檢修襟翼前縫條止檔螺帽的公告，再加上在CI120事件之前就曾有兩宗737-800止檔螺帽脫落的案例，因此問題的成因曾一度被懷疑是波音方面的設計疏失。
然而，由於在美國聯邦航空總署（FAA）對全世界2000多架第三代737操作廠商所發出的檢修通告中，至少有23宗回報發現縫條止檔螺絲鬆脫的現象，其中甚至有一例已經造成油箱穿刺滲漏，因此FAA緊急將原本24日之內進行目視檢測的要求，提升到10日之內以內視鏡檢測，這是除了全面禁飛檢查之外，等級最高的檢測要求。由於並非偶發案例，因此意外可能起因於製造商的設計或製造錯誤之機率再次大增。9月2日日本國土交通省成立的事故調查委員會指出，波音公司在9年前設計新一代737客機時，把螺帽設計得比零件洞口小，如果沒有直徑較大的墊圈止住，容易造成脫落。舊型737與其他如767、777等較大型客機則因螺帽的直徑都比零件洞口的內徑還要大，因此即使忘了安裝墊圈也不致脫落。
9月8日時，華航公佈該公司所屬波音737-800型機隊在經過檢查之後的結果報告，指出機隊的止檔組件中發現有多達100顆的螺帽有緊鎖扭力磅數不足的情況。由於華航所擁有之737-800機隊機齡尚短，還未到適航指令規定的檢修時間，因此大部分的相關組件都仍處於原廠出廠時的狀態，並未進行過售後拆裝。根據此跡證，華航傾向將事故的成因指向負責製造客機的波音方面。而在2008年2月左右，波音方面已发出要修改螺帽設計的消息。
2008年7月22日，日本國土交通省的調查認為，設計有問題：襟翼的止檔螺帽過小是波音公司設計上的缺失，考慮要求美國航空當局能對波音公司提出安全勸告，指導波音改變設計，將螺帽加大，以防止脫落；也指出，如果新設計而變小的止檔螺帽若能像舊型機種一樣大的話，即使忘記裝上墊圈也可防止檔螺帽脫落。
41號登機門及停機坪因這起事件關閉約一個月，飛機將被解體另外存放。
2009年8月28日，日本運輸安全委員會調查報告結論中說明該飛航事故之可能肇因為：當該機於那霸機場落地後收起翼前縫翼（slat）時，右翼第5號翼前縫翼內側之軌道室（slat track can）遭刺穿，燃油經由穿孔流到機翼表面。當飛機停止於停止線後，洩漏之燃油與右發動機高溫區域接觸引發火勢，並造成飛機發生數次爆炸後燒燬。
調查報告結論說明軌道室穿孔是因下止擋組件（downstop assembly）由前述內側軌道後端脫落，掉落於軌道室內，當翼前縫翼被收起時，該組件被軌道擠壓造成軌道室穿孔。
調查報告結論推測下止擋脫落之原因是：該公司於事故發生前一個半月，依該型機製造廠（波音公司）發佈之服務信函，執行下止擋組件預防螺帽鬆脫之維修作業時，螺帽側之墊片掉落造成下止擋組件由軌道脫落。
調查報告結論推測另一項影響下止擋組件脫落因素為：在螺帽側墊片未安裝時，該下止擋組件之設計，無法避免下止擋組件由軌道上脫落。
結論中另提出墊片脫落之相關因素包括：儘管螺帽之位置於維修作業時難於接近，但飛機製造廠或是該公司在準備該項服務信函及工程指令時，皆未投注足夠注意力，而該項作業之維修及監督人員也未向派工單位回報該項工作之困難。
報告中日本運輸安全委員會提出以下1項飛安改善建議：
- 建議美國聯邦航空總署（FAA）督導該機製造廠波音公司： 當準備航空公司維修工作，如服務信函/通告等說明時，應該詳細定義工作範圍，並適當評估工作區域之工作情況及環境，以預防維修錯誤。

進行全球同型機下止擋組件清查後，全球累計回報共21件類似案例，顯示多家航空公司修復單位面臨相同情況。
那霸機場消防當局於控制塔發出火警通知後四分半鐘方才抵達現場，遠超越較國際要求三分鐘內抵達。調查報告指出消防車輛離開消防局後發現滑行道上有飛機，停下一分鐘等待地面控制准許進入滑行道。消防車與控制塔之間無緊急頻道，消防之通訊塔台無法接收。報告要求機場當局就緊急事程序及通訊進行改善及重新訓練。

## 後續發展
在意外之後，中華航空並沒有如常見慣例修改該航班的班機號碼，仍然以CI120這編號飛航桃園往那霸的定期航班。在台、日開放天空後更增為每日兩班，除了原有的CI120早班機外，還另外增加CI122的晚班機，並將所有執勤台北－那霸航線的飛航機型放大為廣體雙走道的A330（及後改為A350）客機及747客機。

## 相似事故
- 沙特阿拉伯航空163號班機：該航班於飛行中發生火警。飛機成功迫降後，機長卻沒有立即展開緊急逃生程序，導致全機301人死亡。
- 中国民航2311号班机：该班机在即将降落时因乘客将烟头掉入地板引发浓烟，降落后起火，25人因逃生不及而遇难。
- 加拿大航空797號班機：飛機於飛行途中，盥洗室突然冒出大量濃煙。後來飛機成功迫降，但大火卻一發不可收拾，最後全機46人中，23人死亡。

## 相關節目
此次事件被收錄在探索頻道節目《毀滅瞬間》（Destroyed in Seconds）第2集，以及《空中浩劫》第16季第4集中。

## 外部連結
- Bloomberg新聞 （页面存档备份，存于）（英文）
- 運輸安全委員會
  - 最後调查报告(（页面存档备份，存于）)（英文）
  - 最後调查报告 （页面存档备份，存于） (Archive)（日語）
- Aviation-Safety.net - 事故描述 （页面存档备份，存于）
- 新聞稿 8月20日 13:30 華航班機在琉球機場著火（中華航空）
- 華航宣佈: 8月20日台北琉球班機旅客補償（中華航空）
- 華航737-800機隊完成CAA及FAA特檢（中華航空）
- Airliners.net B-18616的照片 （页面存档备份，存于）
- BBC 飛機起火時的照片及新聞 （页面存档备份，存于）（英文）
- 事件清楚影片 （页面存档备份，存于）